# کریستوفر زلر
کریستوفر زلر (انگلیسی: Christopher Zeller؛ زادهٔ ۱۴ سپتامبر ۱۹۸۴) بازیکن هاکی روی چمن اهل آلمان است.
وی همچنین برندهٔ جوایزی همچون برگ بوی نقره‌ای شده‌است.